# Thabiso Dlamini (Boxer)
Thabiso Dlamini (* 27. Mai 1993 in Simunye) ist ein eswatinischer Boxer.
Bei den Olympischen Sommerspielen 2020 in Tokio, die aufgrund der COVID-19-Pandemie 2021 stattfanden, war Dlamini bei der Eröffnungsfeier zusammen mit der Schwimmerin Robyn Young Fahnenträger seines Landes. Im Weltergewichtsturnier unterlag er in seinem Erstrundenkampf dem Kameruner Albert Mengue und belegte somit Rang 17. Er war auch Träger für den Fackellauf der Commonwealth Games 2022 im Dezember 2021.